# Братусь Ніна Василівна
Ніна Василівна Братусь (24. 03. 1926, м. Ромни, нині Сумської області — 30. 09. 2002, Вінниця) — лікар-фізіолог, доктор медичних наук (1966 р.), професор (1966 р.), заслужений діяч науки і техніки УРСР (1984 р.).

## Біографія
Братусь Н. В. народилась у Ромнах, тут же пройшли її перші дитячі роки. На початку тридцятих років разом з батьками переїхала до Сум, де навчалася в середній школі № 2.
З початком Великої Вітчизняної війни, коли її сім'я разом із машинобудівним заводом імені Фрунзе, де працювала мати, переїхала на схід, продовжила навчання у школі № 17, яку закінчила в 1943 році. Але ще до того, у 1942 році почала працювати, як і багато інших юнаків і дівчат в суворі дні війни на місцевому заводі складальницею стабілізаторів для мін, потім статистом Челябінської міської контори Держбанку.
Після одержання атестату зрілості у 1943 році, дівчина стає студенткою І курсу Київського медичного інституту, котрий тоді знаходився в Челябінську. Наступного року після повернення медінституту на визволену українську землю, вона навчалась у Києві, а потім у Вінниці, куди переїхала у зв'язку із сімейними обставинами.
Закінчивши Вінницький медінститут з червоним дипломом, молода лікарка більше трьох років працювала в апараті Вінницького обласного відділу охорони здоров'я на посаді інспектора сектору охорони материнства і дитинства. В той же час працювала педіатром у дитячій лікарні. 1954 року Н. В. Братусь в Одеському медичному інституті захистила дисертацію і отримала науковий ступінь кандидата медичних наук. Дисертація носила назву — «Вплив подразнень механорецепторів шлунка та 12-палої кишки на електричну активність головного мозку». А через десять років у Ленінградському інституті фізіології АН СРСР імені І. П. Павлова успішно захистила докторську дисертацію — «Мозочок і вісцерорецептори». Тоді ж відмовилась від пропозиції академіка В. Черніговського залишитися працювати в цьому закладі. Її серце належало Україні. Того ж року їй було присвоєно наукове звання професора.

## Трудовий шлях
В 1951 році Ніна Василівна була зарахована до аспіратури у Вінницький медичний інститут на кафедру нормальної фізіології. З цим навчальним закладом відтоді і був пов'язаний весь трудовий і науковий шлях: викладач-асистент (1954—1960 рр.), доцент (1960—1965 рр.), завідувачка кафедри (1965—1992 рр.) Від 1991 року — професор кафедри нормальної фізіології.

## Наукова діяльність
Науковий інтерес Н. В. Братусь широкий, але найліпше він проявився в царині фізіології мозку, мозочка. Вивчала представництво внутрішніх органів у центральній нервовій системі, здійснення рухової активності тощо. Це мало величезне значення не тільки для теоретичної медицини та діагностики хвороб, але й для лікування, реабілітації, а також напрацювання сучасних основ рефлексот-рапії.
Розповідь про цю видатну людину буде далеко неповною, якщо не сказати про неї як про неперевершеного лектора й педагога. Ми нечасто зустрічаємо вчених, конспекти лекцій яких уся багатосотенна та різновікова аудиторія записувала б настільки детально, автоматично, не відриваючи погляду від лектора. Ніна Василівна належала до таких. Завжди з теплою посмішкою, доброзичлива, енергійна, ця симпатична жінка володіла секретом не тільки притягувати увагу аудиторії, а й надихати. Відчувалася її закоханість у наукову інформацію, яку викладала. Те, що зустрічі з цією особистістю стануть пам'ятними на все життя, для студентів ставало очевидним уже з перших її лекцій. На них ніколи не було вільних місць. Навіть на сходах, навіть коли «не вистачало повітря». На заняття полюбляли приходити і старшокурсники, і практикуючі лікарі. Можливо, секретом оволодіння аудиторією була стримана, але надихаюча, доброзичлива інтонація, яка ніколи не здавалася нав'язливою. Такими ж промовистими були її рухи, жести, міміка. Професор не любила стояти за кафедрою, втім й аудиторією ходила небагато.
Із середини 80 — х років Н. В. Братусь є членом Всесвітньої організації по вивченню мозку. Вона була організатором широких конференцій і з'їздів фізіологічного товариства. Її життя трагічно обірвалося у вересні 2002 року.

## Досягнення і відзнаки
Н. В. Братусь виховала тринадцять кандидатів наук, подано консультативну допомогу по виконанню п'яти докторських дисертацій.
Її трудова і наукова діяльність, невтомний вклад у повсякденну боротьбу за здоров'я хворих відзначено орденами «Знак пошани» і «Трудового Червоного Прапора», багатьма медалями.
1984 — присвоєно почесне звання «Заслужений діяч науки та техніки України».
1991 — отримала наукове звання професора

## Наукові праці
Автор більше, ніж 180 наукових праць, головним чином з фізіології головного мозку та педагогіки у вищій медичній школі. В тому числі:
- Мозжечок и висцерорецепторы. Ленинград, 1969
- Преподавание вопросов медицинской деонтологии в курсе нормальной физиологии: Методическое пособие для студентов. — В., 1980
- Физиология центральной нервной системы: Руководство к практическим занятиям по физиологии. Москва, 1988; Фізіологія нервової системи: Підруч. К.; В., 2001.